# Igor Cassina
Igor Cassina (n. 15 august 1977, Seregno, Lombardia, Italia) este un gimnast artistic ce a reprezentat Italia, medaliat olimpic. A participat la 3 ediții ale Jocurilor Olimpice (2000, 2004, 2008) în care a câștigat o medalie de aur.